# كارلوس بارينت
كارلوس بارينت هو لاعب كرة قدم برتغالي في مركز الوسط، ولد في 8 أبريل 1961 في لواندا في أنغولا. شارك مع منتخب البرتغال تحت 20 سنة لكرة القدم ومنتخب البرتغال تحت 21 سنة لكرة القدم ومنتخب البرتغال لكرة القدم. أما مع النوادي، فقد لعب مع أكاديميكا كويمبرا وإشتوريل برايا ونادي بوافيشتا.

## وصلات خارجية
- كارلوس بارينت على موقع الاتحاد الدولي (مؤرشف)  (الإنجليزية)
- كارلوس بارينت على موقع قاعدة بيانات كرة القدم.إي يو (الإنجليزية)
- كارلوس بارينت على موقع ناشيونال فوتبول تيمز (الإنجليزية)
- كارلوس بارينت على موقع عالم كرة القدم.نت (الإنجليزية)